# Lars Rehmann
Lars Rehmann (* 21. Mai 1975 in Leverkusen) ist ein ehemaliger deutscher Tennisspieler.

## Leben
Rehmann gewann 1993 den deutschen Jugendmeistertitel und war an der Seite von Christian Tambue Sieger im Doppel beim Juniorenturnier der Australian Open. Im selben Jahr erreichte er an der Seite von Alexander Mronz das Finale des ATP-Hallenturnieres von Sydney. Gegen Patrick McEnroe und Richey Reneberg unterlagen sie in zwei Sätzen.
1994 gewann er das Challenger-Turnier in Eisenach. Zudem erreichte er als Qualifikant das Finale des ATP-Turnieres von Saragossa, in welchem er Magnus Larsson unterlag. Zusammen mit Udo Riglewski erreichte er beim Challengerturnier in Heilbronn das Halbfinale.
Im darauf folgenden Jahr erreichte er erneut und gleichsam letztmals das Finale eines ATP-Turniers. In Seoul unterlag er Greg Rusedski. Seine höchste Notierung in der Tennisweltrangliste erreichte er 1995 mit Position 87 im Einzel sowie 1994 mit Position 142 im Doppel. Sein bestes Einzelresultat bei einem Grand-Slam-Turnier war das Erreichen der zweiten Runde bei den Australian Open 1995.
Sein letztes Profispiel bestritt er 1998 in Dubai, aufgrund einer Hüftgelenksarthrose zog er sich danach vom Profisport zurück. Im Anschluss studierte er Sportmanagement und war zwischen 2000 und 2003 Nachwuchstrainer beim TC Blau-Weiß Dresden-Blasewitz. Danach wechselte er zum LTTC Rot-Weiß Berlin, wo er Clubdirektor und Turnierdirektor des Damen-Tennisturniers Qatar Total German Open wurde. Nach einem Eklat um das offizielle Programmheft wurde er 2008 freigestellt.
Nachdem Rehmann seine eigene Vermarktungsagentur LR Sports gründete, wechselte er 2007 zur Sächsischen Zeitung, wo er als Bereichsleiter Verkauf für die Tochterfirma PostModern verantwortlich war. Im Jahre 2011 wechselte er innerhalb der Branche zur Verlagsgesellschaft Madsack nach Hannover, wo er die Citipost als Geschäftsführer verantwortete. Zum 1. April 2022 schied er bei der Madsack Mediengruppe auf eigenen Wunsch aus, um in ein neues Tätigkeitsfeld zu wechseln.
Rehmann ist mit der ehemaligen österreichischen Tennisspielerin Melanie Schnell verheiratet, die 1996 auf Platz 90 der WTA notiert war. Sie haben eine Tochter.

## Erfolge
| Legende (Anzahl der Siege) |
| Grand Slam                 |
| ATP Finals                 |
| ATP Tour Masters 1000      |
| ATP Tour 500               |
| ATP Tour 250               |
| ATP Challenger Tour (2)    |

### Einzel

#### Turniersiege
| Nr. | Datum         | Turnier  | Belag | Finalgegner       | Ergebnis      |
| --- | ------------- | -------- | ----- | ----------------- | ------------- |
| 1.  | 10. Juli 1994 | Eisenach | Sand  | Thomas Gollwitzer | 6:1, 1:6, 7:6 |

### Doppel

#### Turniersiege
| Nr. | Datum            | Turnier  | Belag       | Partner          | Finalgegner               | Ergebnis      |
| --- | ---------------- | -------- | ----------- | ---------------- | ------------------------- | ------------- |
| 1.  | 25. Oktober 1997 | Eckental | Teppich (i) | Rainer Schüttler | Georg Blumauer Maks Mirny | 6:4, 1:6, 6:3 |